# Henry Crew
Henry Crew (Richmond, Ohio, 4 de junho de 1859 — Evanston, Illinois, 17 de fevereiro de 1953) foi um físico e astrônomo estadunidense.
Nascido em Richmond, Ohio, filho de William H. Crew e Deborah Ann, cursou o ensino médio em Wilmington, Ohio, e em seguida matriculou-se na Universidade de Princeton, em 1878. Graduou-se com um A.B. em física em 1882 e recebeu uma bolsa de pós-graduação na universidade por um ano, onde trabalhou no laboratório de Princeton. Em 1883 viajou por um semestre ao exterior para estudar física em Berlim, retornando em 1884 para frequentar a escola de pós-graduação na Universidade Johns Hopkins. Três anos mais tarde obteve um Ph.D. em física com uma tese sobre "Determinação Doppler do período de rotação do Sol para várias latitudes heliocêntricas".